# Gui de Glotos
Gui de Glotos, Giraut de Gloton o Gui d'Egletons (fl. XIII secolo), è stato un trovatore o uno joglar occitano del XIII secolo, possibilmente di Égletons, menzionato in tenzone del 1217 quale protettore di giullari.
Della sua opera si è conservata una cobla (Diode, ben sai mercandeiar) in risposta a En re no me semblaz di Daude de Caylus. Questi rimprovera l'"avido" Glotos di mercanteggiare la sua arte sì da sembrare piuttosto un mercante che un giullare. Al che Gui risponde di saper ben mercanteggiare, ma ha piuttosto premura di vendere, e in particolare vendere del "merito", se Daude volesse comprarne.
          [Daude]

          En re no me semblaz joglar,

          vos que us faiz, En Gi de Glotos,

          e no sia ja schirnitz per vos;

          mas digaz mi tot vostr'afar,

          o 'l vostr'autre nom vertadier,

          c'al mal me semblaz merchadier;

          e si vos es, no 'l me celaz per re,

          que us assegur, et aseguraz me.

          [Gui]

          Diode, ben sai mercandeiar,

          mas del vendre sui plus coitos,

          per q'eu soi sa vengutz a vos

          vendre pretz, si'n voletz comprar:

          pero, si vos faillon dinier,

          penrai ronzin o blanc o nier,

          e s'el mercat no us agrada be,

          tal com aurai de vos, aurez de me.